# Kolonel Bunker
Colonelul Bunker (titlu original: Kolonel Bunker, de asemenea cunoscut și sub titlul: Colonel Bunker) este un film istoric albanez, francez și polonez lansat în 1996, care a fost scris și regizat de Kujtim Çashku. A fost selectat ca filmul albanez la categoria cel mai bun film străin la cea de-a 69-a ediție a premiilor Oscar, dar nu a fost acceptat ca nominalizare.
Este unul dintre primele lungmetraje produse în Albania după căderea comunismului.
În 2007, filmul a fost difuzat pentru prima dată de Telewizja Kino Polska.
Kolonel Bunker a primit premiul principal la cel de-al 11-lea Festival de Film Albanez în aprilie 2000 la Tirana.

## Rezumat
Filmul prezintă momente din viața unui ofițer inginer al armatei albaneze - Joseph Zengali. 
Personajul principal al filmului este un colonel al armatei albaneze, căsătorit cu o pianistă poloneză, care în timpul conducerii lui Enver Hodja are sarcina de a construi buncăre în întreaga țară. Pentru atitudinea sa, a fost arestat de ofițeri Sigurimi și condamnat la moarte și apoi grațiat. Soția sa, după ce și-a ispășit pedeapsa într-un lagăr de muncă, se întoarce în Polonia convinsă că soțul ei este mort. După ce este eliberat din închisoare, Muro Neto încearcă să-și găsească soția. Viața în Albania după căderea comunismului îl face să realizeze lipsa de sens a operei pe care a creat-o. El se sinucide lângă buncărul în care un cuplu tânăr s-a îndrăgostit. Filmul se referă, de asemenea, la alte evenimente din istoria Albaniei: ateismul forțat (scena aruncării în aer a bisericii catolice), precum și persecuția opoziției și a clerului (scene din lagărul de muncă, scena execuției). 

## Distribuție
- Agim Qirjaqi – Colonel Muro Neto
- Anna Nehrebecka – Ana Jakubowska-Neto
- Çun Lajçi – eminența cenușie
- Gulielm Radoja – procuror
- Kadri Roshi – păstor, fost cleric
- Petrit Malaj – comandantul taberei
- Teresa Lipowska – mama Annei
- Sefedin Nuredini - gardianul închisorii
- Hysen Bashhysa
- Enver Dauti
- Sulejman Dibra
- Fatime Lajçi
- Niko Kanxheri
- Sidorela Kola
- Fadil Kujovska

## Producție
Una dintre cele mai șocante scene din film este testarea noului buncăr prin foc de artilerie – calitatea este garantată de colonelul însuși aflat în buncărul bombardat. Mai multe scene ale filmului au loc în Varșovia.
În film apar și alți actori polonezi, inclusiv Teresa Lipowska. Unul dintre producătorii filmului a fost Filip Bajon. 

## Primire

### Premii
- Festivalul de Film Bastia 
  - pentru cel mai bun regizor
- Festivalul Internațional de Film de la Veneția
  - Premiul UNESCO pentru director
- Festivalul de Film de la Izmir
  - Premiul Special al Juriului